# Manoir Saint-Jean (Saint-Jean-de-Livet)
Le manoir Saint-Jean est un ancien édifice situé sur le territoire de la commune du Saint-Jean-de-Livet, en France. Son colombier subsistant est inscrit au titre des Monuments historiques.

## Localisation
Le monument est situé dans le département français du Calvados, à 50 mètres au sud de l'église Saint-Jean de Saint-Jean-de-Livet.

## Architecture
Le colombier est inscrit au titre des Monuments historiques depuis le 9 septembre 1933.